# Andrea Servi
Andrea Servi (Rome, 12 juni 1984 - aldaar, 22 augustus 2013) was een Italiaans voetballer die als verdediger speelde. Hij stierf op 29-jarige leeftijd aan de gevolgen van kanker.
Servi speelde voor Salernitana, Vittoria, Giulianova, Sambenedettese, Giacomense, Pro Vasto en Nocerina.